# Kiss László (népzenész, énekes)
Kiss László (Budapest, 1993. április 1. –) Béres Ferenc- és Aranypáva-nagydíjas népzenész, énekes.

## Életpályája
Zenei pályafutását népzenei tanulmányaival kezdte, melynek máig fontos alakjai Dévai Nagy Kamilla Liszt Ferenc-díjas érdemes művész és Budai Ilona Kossuth- és Magyar Örökségdíjas népdalénekes (Óbudai Népzenei Iskola). Tanáraik szakmai iránymutatásukkal hozzájárultak a magyar népzenei életben elért rangos elismeréseihez.
Több kiemelt aranyminősítést szerzett, tizenegy országos népdalversenyen első helyezést ért el, és számos zenei díjjal ismerték el munkáját.
Nagy sikerrel vendégszerepel Európa országaiban, rendszeresen énekel Erdélyben és Magyarország számos településén.

## Zenei elismerések
- Béres Ferenc-díj
- Kiemelt Aranypáva-nagydíj
- Vass Lajos-nagydíj
- Kaszap István-díj
- Vécsei Ferenc-díj
- Kárpát-medencei Népdalverseny - Első helyezett

## Lemezei
- Mesekút (2006)
- Hazám, hazám (2017)
- ...Szív megszerette... (2019) Budai Ilonával közösen
- [1]Hitem, hazám, szerelmem (2021)